# Station Paimpol
Station Paimpol is een spoorwegstation in de Franse gemeente Paimpol. Het is het eindpunt van de lijn Station Guingamp - Paimpol van het netwerk TER Bretagne. In Guingamp bestaan aansluitingen naar o.a. Brest en Paris-Montparnasse.